# Matthias Ob

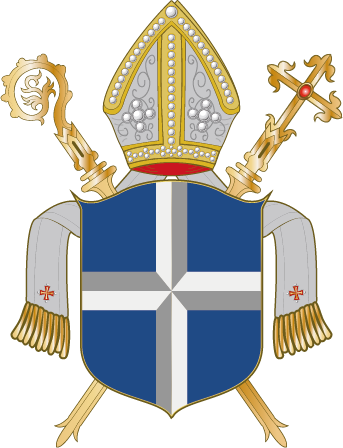
Wappen des Bistums Speyer

Matthias Ob, auch Obe oder Opp (* um 1524; † um 1572) war Weihbischof im Bistum Speyer sowie Titularbischof von Daulia.

## Leben und Wirken
Spätestens seit 1547 wirkte Ob als Magister an der Universität Freiburg, 1551 wurde er dort Dekan der Philosophischen Fakultät; gleichzeitig amtierte er als Pfarrer im vorderösterreichischen Ehingen; diese Pfarrstelle war der Freiburger Hochschule inkorporiert.
Am 21. August 1559 ernannte man Matthias Ob zum Sexpräbendar am Speyerer Dom. Sexpräbendare hießen die (nichtadeligen) Inhaber einer der seit alters bestehenden sechs Pfründen an der Speyerer Kathedrale.

Nach dem Tod des Speyerer Weihbischofs Georg Schweicker (2. Mai 1563) berief ihn Bischof Marquard von Hattstein zu dessen Nachfolger. Matthias Ob war damals Domprediger in Worms. 1564 schickte Bischof Hattstein den Kandidaten zum Mainzer Erzbischof Daniel Brendel von Homburg, damit ihn dieser auf seine Geeignetheit prüfe. Jener beauftragte damit den Mainzer Jesuitenrektor Pater Lambert Auer und einen weiteren Geistlichen. In ihrem Protokoll vom 27. November des Jahres legten sie folgendes nieder:

„Der Kandidat erfüllt die vorgeschriebenen Bedingungen. Er ist 40 Jahre alt, Priester, vor einigen Jahren Domprediger in Worms geworden, katholisch, von ehelicher Geburt, ehrenwert und fromm, gebildet, unbescholten und ohne den Makel der Häresie. Er hat immerfort in der Gemeinschaft der Gläubigen, die sich zur römisch-katholischen und apostolischen Kirche bekennen, gelebt. Mit allen Eigenschaften, wie sie in solchen Fällen von den Canones und der Synode von Trient gefordert werden, fanden wir ihn ausgezeichnet.“

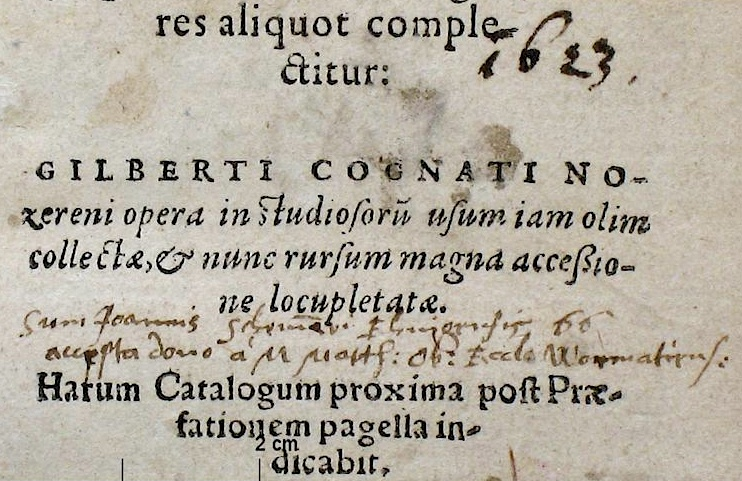
Handschriftlich eingefügter Provenienzvermerk bezüglich Matthias Ob als Wormser Kleriker, in einem Buch der Universität Freiburg/Breisgau

Das von Bischof Marquard in dieser Sache an Papst Pius IV.  gerichtete Schreiben rühmt ebenfalls die guten Eigenschaften des Erwählten. Am 21. Juni 1565 bat Marquard von Hattstein den Augsburger Kardinal-Bischof Otto von Waldburg die Ernennung von Matthias Ob in Rom zu unterstützen. Am 8. August warf ihm das Speyerer Domkapitel vor, er betreibe die Anstellung des Weihbischofs nicht nachhaltig genug und die Weihekandidaten müssten deshalb schon länger mit „schweren Kosten nach Mainz, Straßburg oder Würzburg reisen“. Man drückte auch die Befürchtung aus, dass Matthias Ob am Ende die Lust verlieren könnte, das Amt überhaupt anzunehmen. Hintergrund für das römische Zögern waren wohl die neuen Bestimmungen des Konzils von Trient, die u. a. empfahlen, dass die Bischöfe möglichst  ihre Weihehandlungen selbst vornehmen sollten. Die päpstliche Bestätigung erfolgte erst mit Datum vom 10. Juni 1566 durch Pius V.
1567 erhielt Ob eine Pfründe als Stiftsherr an St. German, später auch als Pfarrer von Mühlhausen im Kraichgau.
1568 belegte man ihn kurzzeitig mit dem Bann, da er neben dem Bischofsamt auch noch das Kanonikat am Stift St. German innehatte. Das Speyerer Domkapitel verehrte ihm wegen seiner vorzüglichen Predigten im Dom, am 23. Juli des Jahres einen silbernen Becher.
1572 war Matthias Ob noch am Leben, im Dezember 1574 erscheint Heinrich Fabricius als sein Nachfolger. Das genaue Todesdatum ist nicht bekannt.